# Koson Ohara
Koson Ohara (小原 古邨 'Ohara Koson'?) (también conocido  con los nombres de Hōson (豊邨?) y Shōson (祥邨?) ) ( Kanazawa 1877 – Tokio 1945) fue un pintor y grabador japonés de finales del siglo XIX y principios del XX, a la vanguardia de los movimientos artísticos shinsaku-hanga y shin-hanga. 
Ohara Koson fue famoso como maestro de los diseños kachō-e (pájaros y flores). A lo largo de una prolífica carrera, en la que creó alrededor de 500 grabados, pasó por tres nombres diferentes, los cuales usando la onomástica japonesa (apellido, nombre) son : Ohara Hōson (小原豊邨), Ohara Shōson (小原祥邨) y Ohara Koson (小原 古邨). 

## Biografía
Habría nacido bajo el nombre de Matao Ohara; se cree que comenzó a formarse en pintura y diseño en la Escuela Técnica de la Prefectura de Ishikawa entre 1889 y 1893. También estudió pintura con Kason Suzuki (1860-1919), aunque los relatos difieren sobre si esto ocurrió durante sus años escolares o después de trasladarse a Tokio a mediados o finales de la década de 1890.
En Tokio realizó algunos trípticos ukiyo-e que ilustraban episodios de la guerra ruso-japonesa, pero la mayor parte de su producción fueron grabados de pájaros y flores (kachō-e). Al principio trabajó con los editores Buemon Akiyama  (Kokkeidō) y Heikichi Matsuki (Daikokuya), firmando su obra con el nombre de Koson. A partir de alrededor de 1926, se asoció con el editor Shōzaburō Watanabe, y firmó su obra  bajo el nombre de Shōson. También trabajó con el editor Kawaguchi, firmando sus obras Hōson.
Gracias a su asociación con Watanabe, la obra de Ohara se expuso en el extranjero y sus grabados se vendieron bien, sobre todo en Estados Unidos. Estuvo en activo diseñando grabados al menos hasta 1935, y murió en su casa de Tokio en 1945.
Su obra se conserva en varios museos de todo el mundo, entre ellos el Museo de Arte de Toledo,  el Museo Brooklyn,  el Museo Británico,  el Museo de Arte de la Universidad de Michigan,  el Museo de Bellas Artes de Boston,  los Museos de Arte de Harvard,  el Rijksmuseum,  el Museo de Arte Carnegie,  el Museo de Arte de San Luis,  el Museo de Arte de Indianápolis,  el Museo de Nueva Zelanda,  el Museo de Antropología de la Universidad de Columbia Británica,  el Museo de Arte de Birmingham,  el Museo de Arte John y Mable Ringling,  y el Instituto de Arte Clark . 
El museo Manggha de Cracovia (Polonia) realizó en 2021 una gran retrospectiva de la colección del artista musical rumano Adrian Ciceu, hermano de Eugen Cicero .  

## Galería

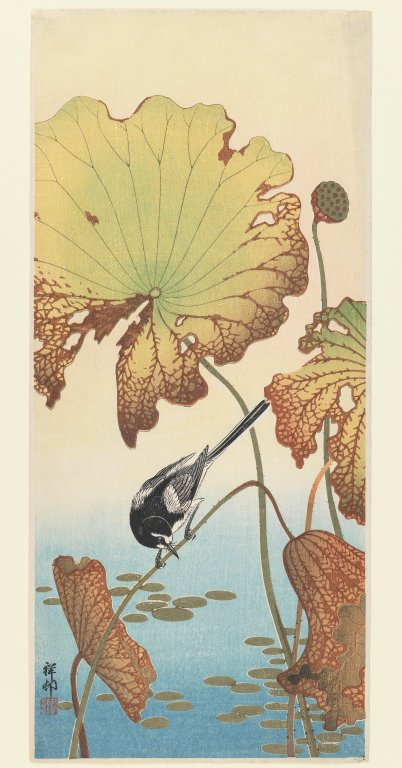
Lavandera cascadeña y loto, entre 1912 y 1918, xilografía, 37,7 × 16,4 cm. Museo de Brooklyn
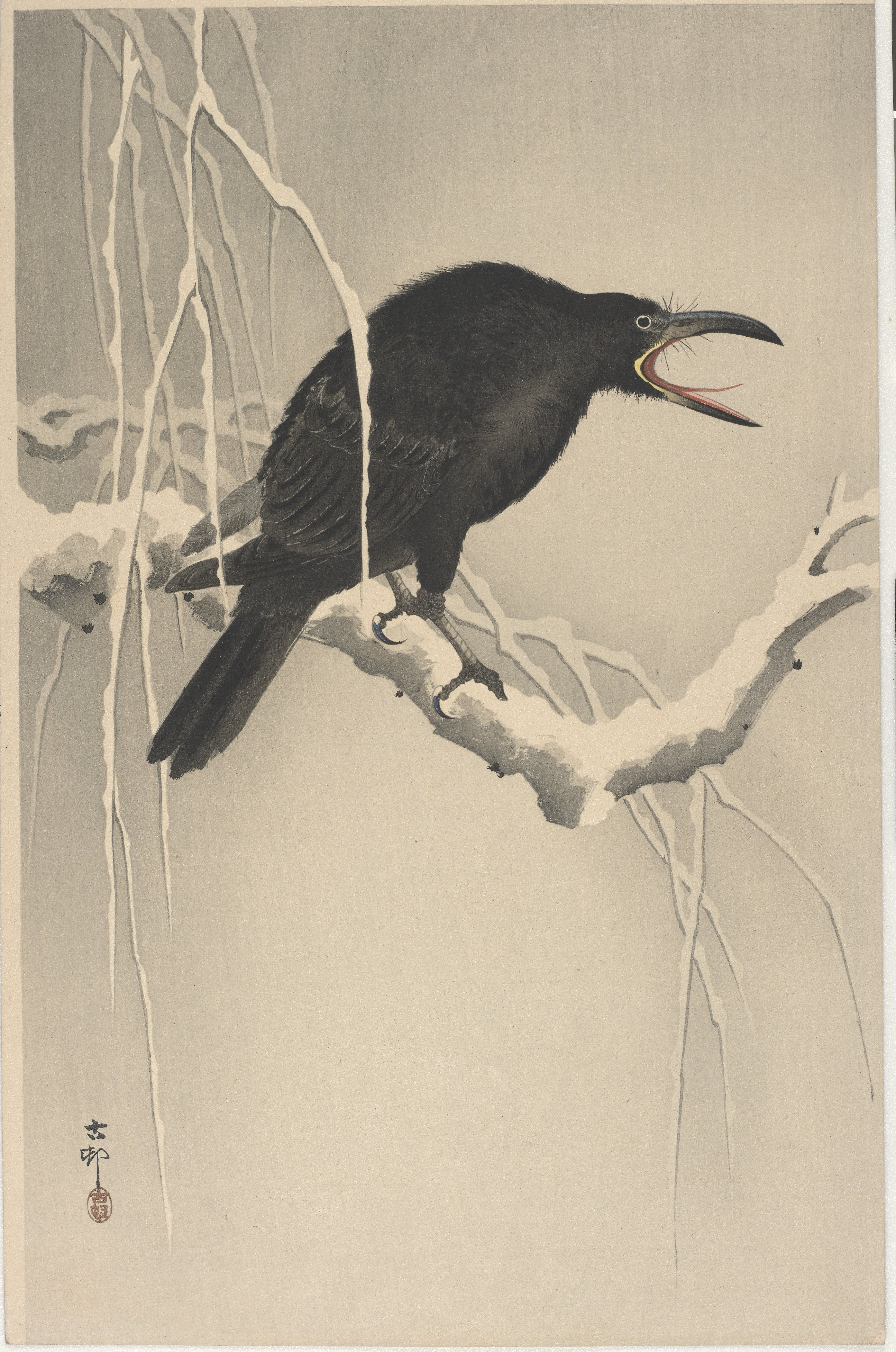
Cuervo graznando, alrededor de 1900
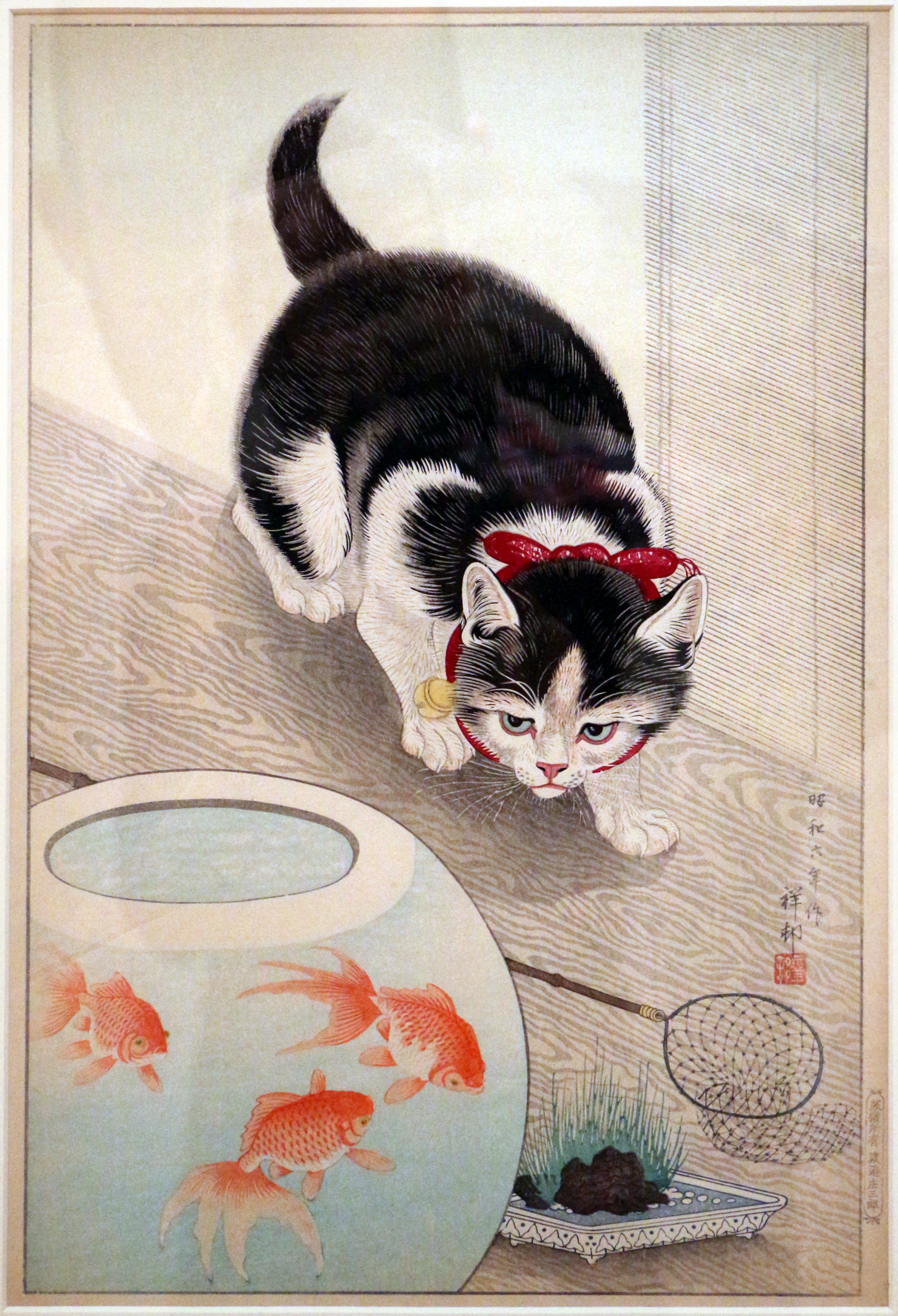
Gato y cuenco con peces de colores, 1933
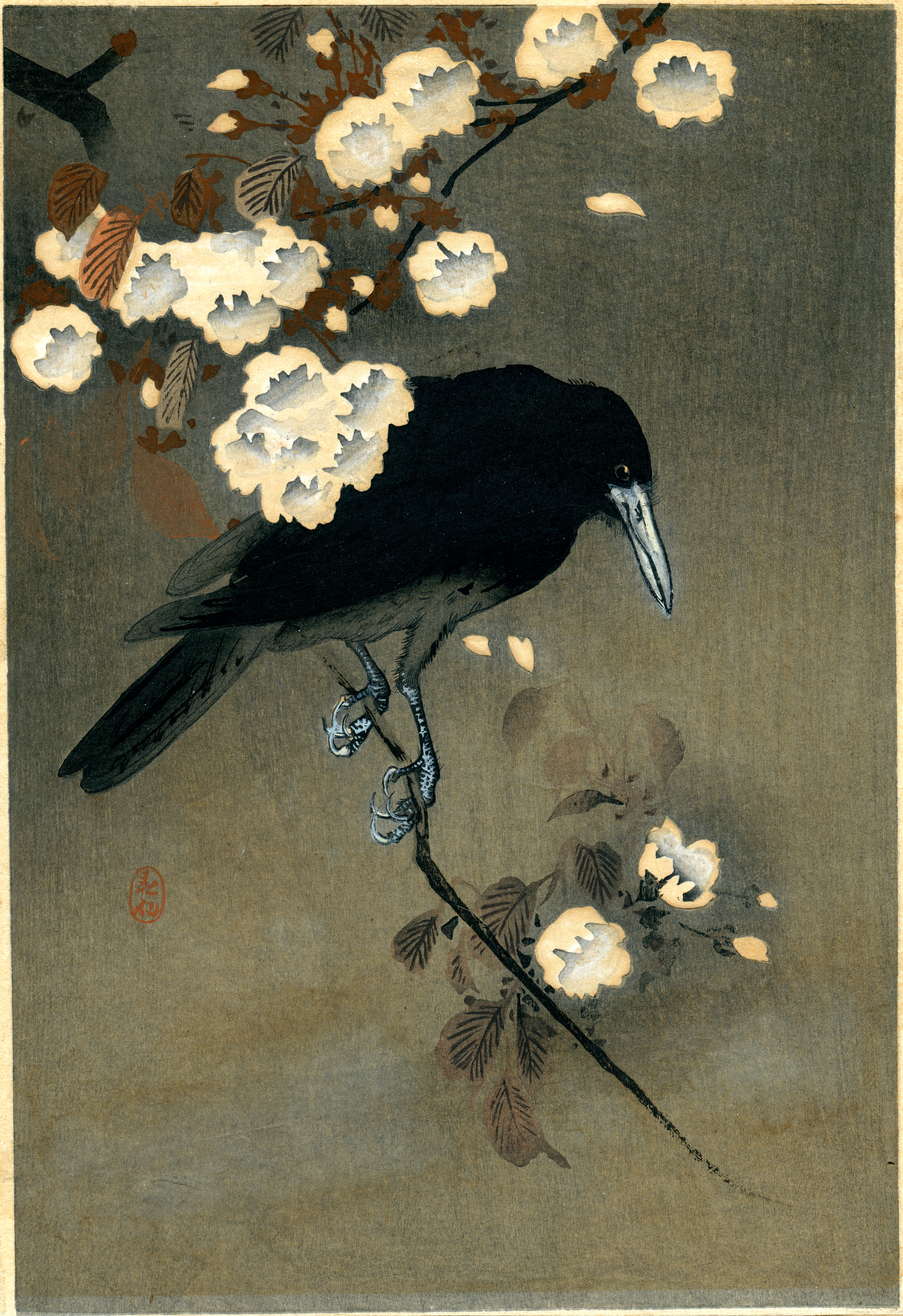
Cuervo y flor, c. 1910
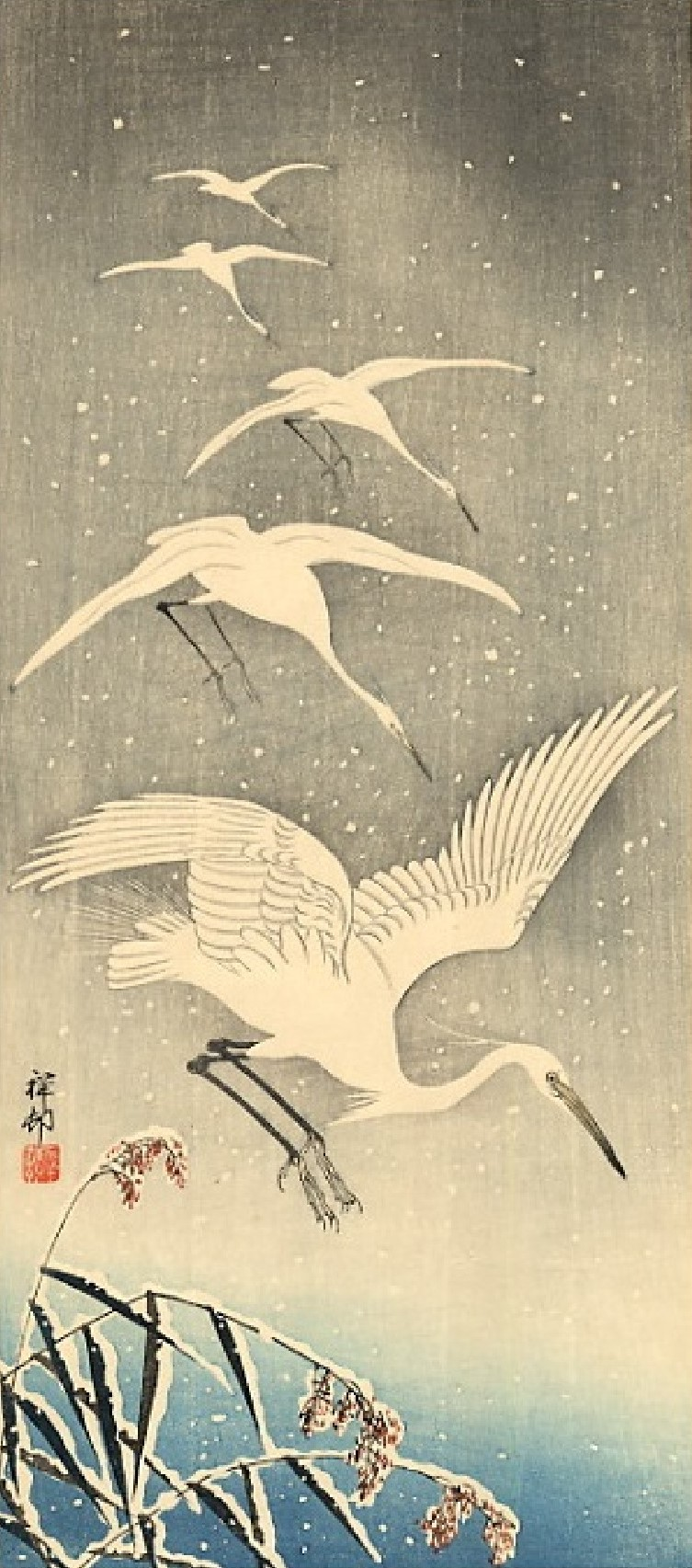
Cinco garcetas descendiendo en la nieve, c. 1920s
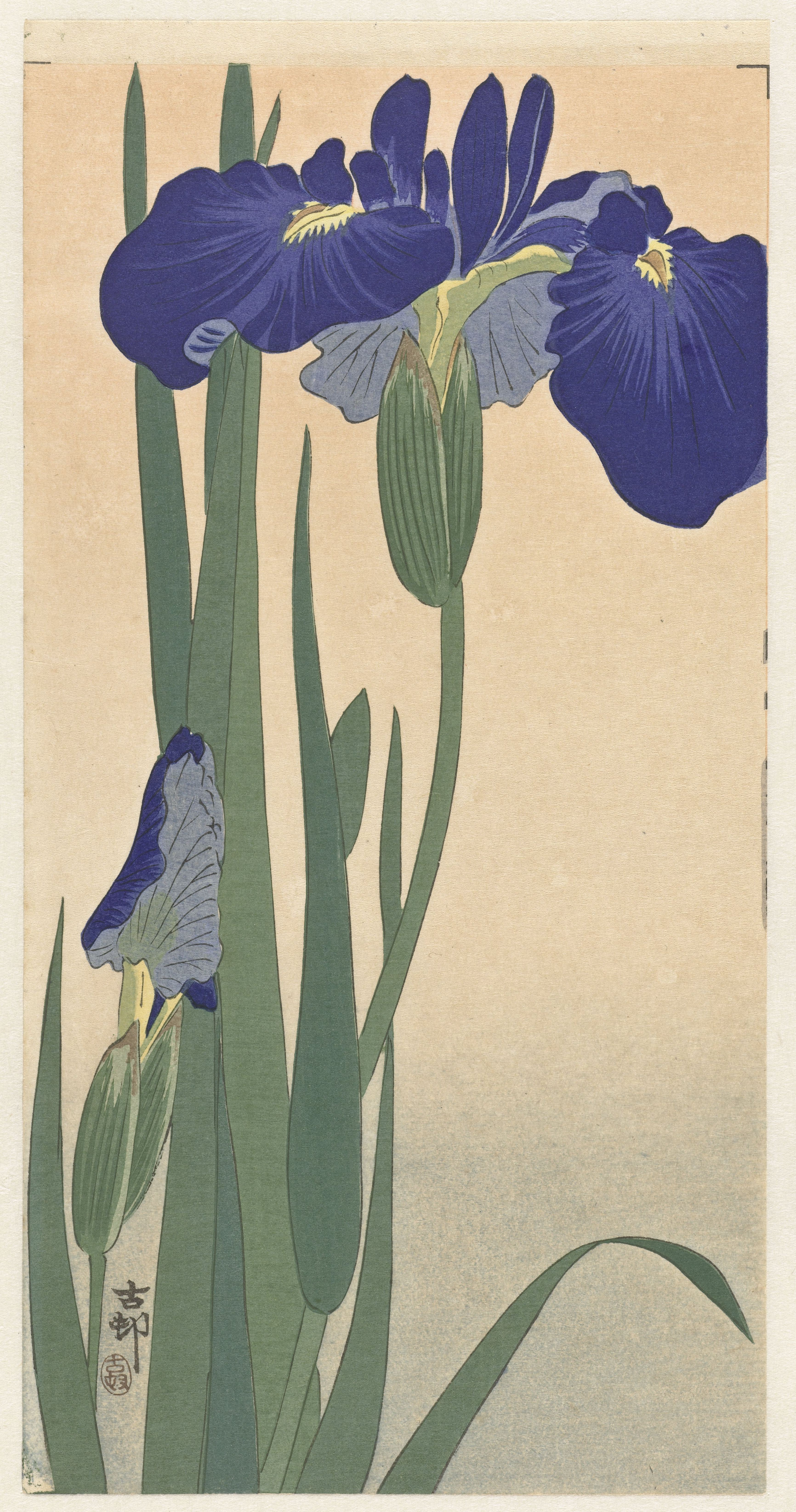
Lirios azules, fecha desconocida
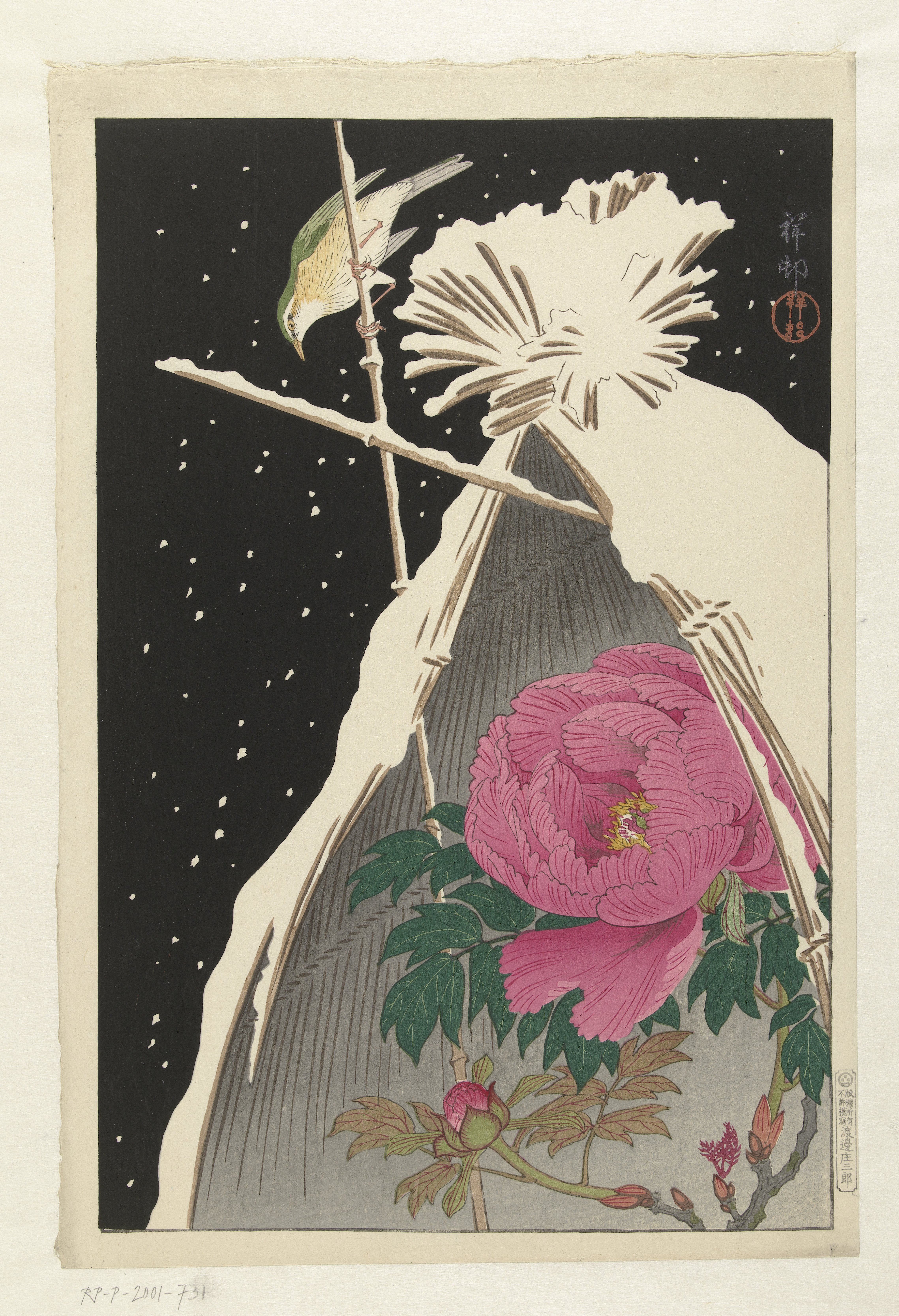
Ruiseñor azul siberiano cerca de una peonía bajo una gavilla nevada, c.1925-c.1936
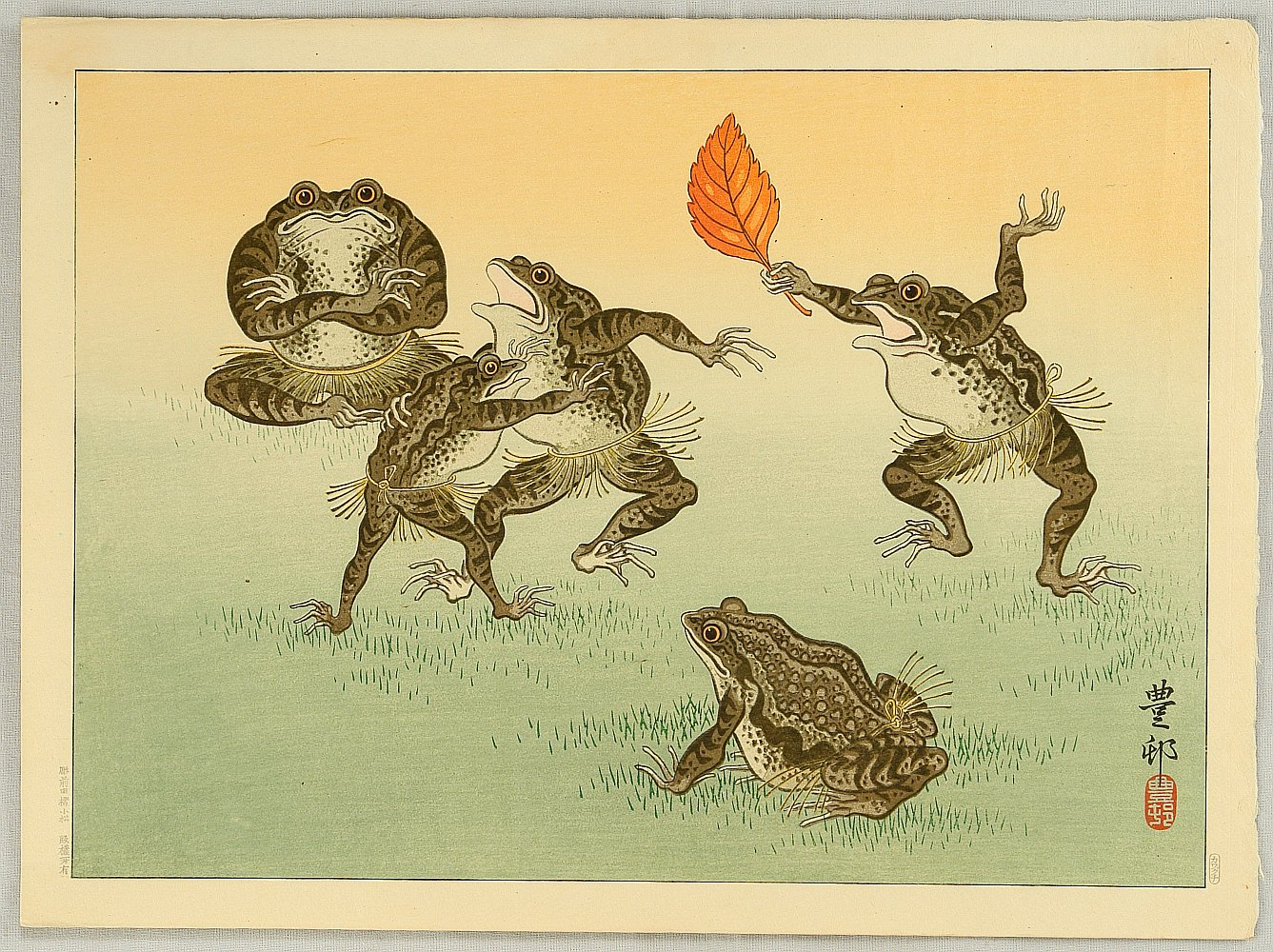
Sapos que luchan en el sumo, hacia 1930
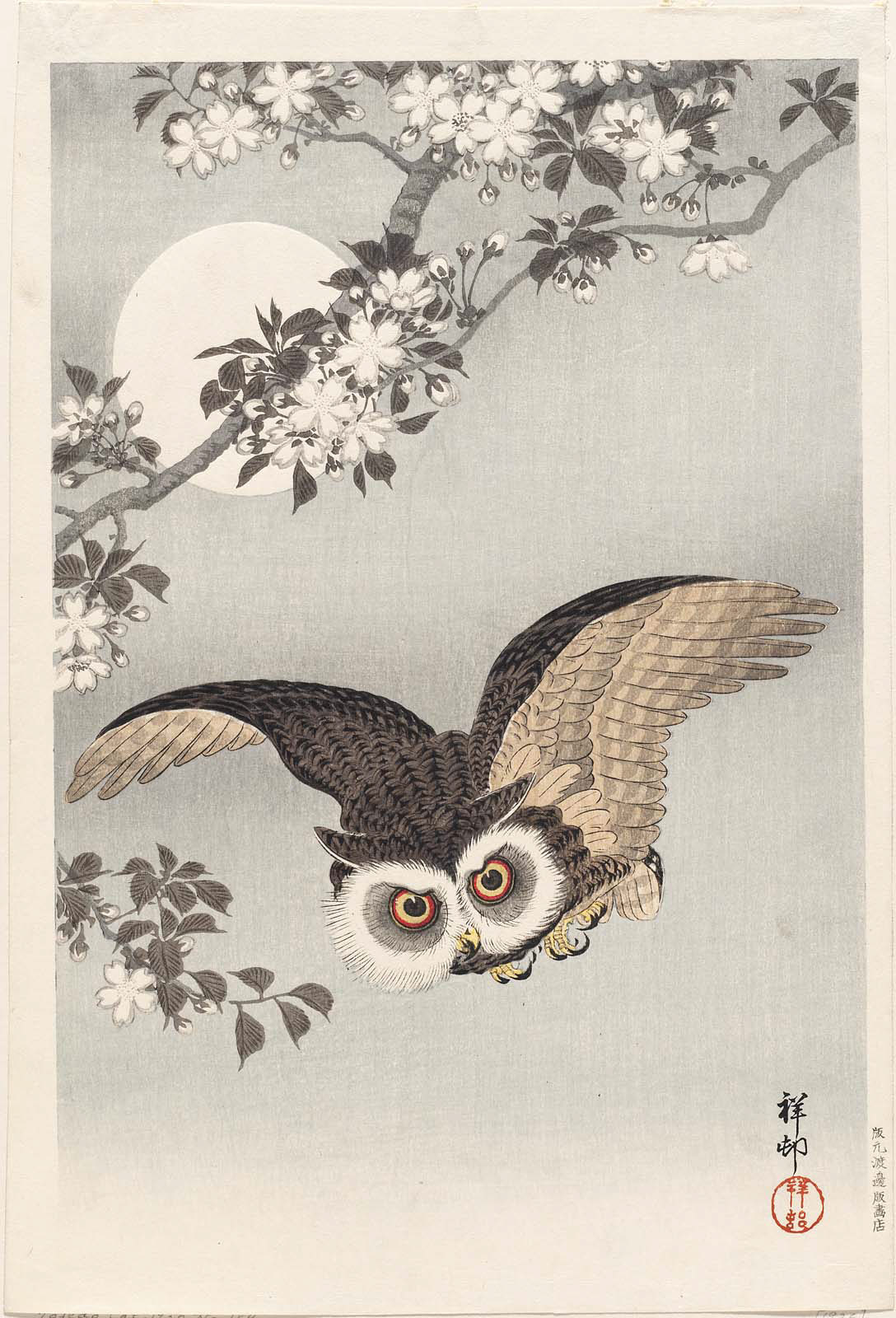
Búho, cerezos en flor y luna, 1926
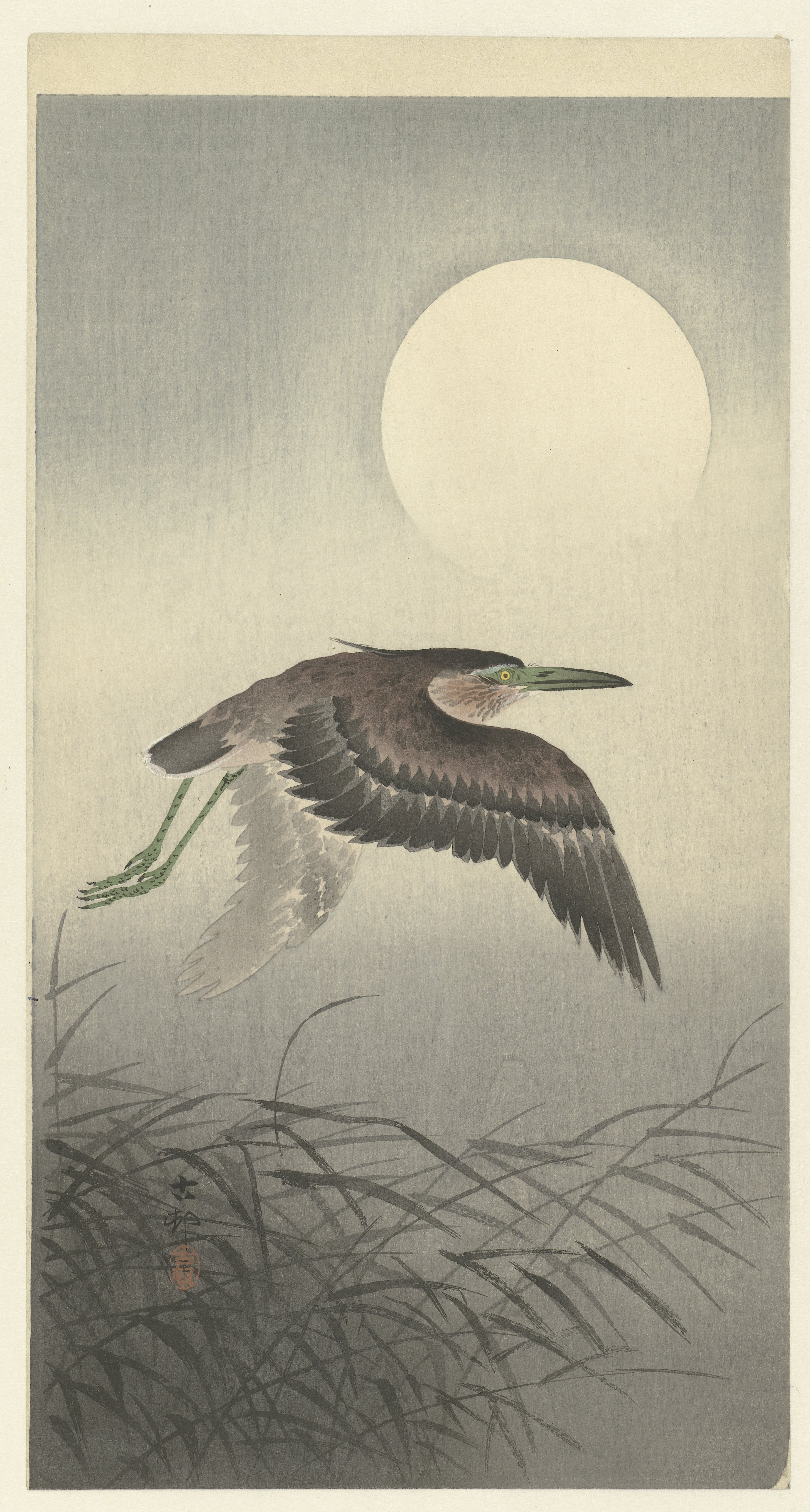
Garza en luna llena
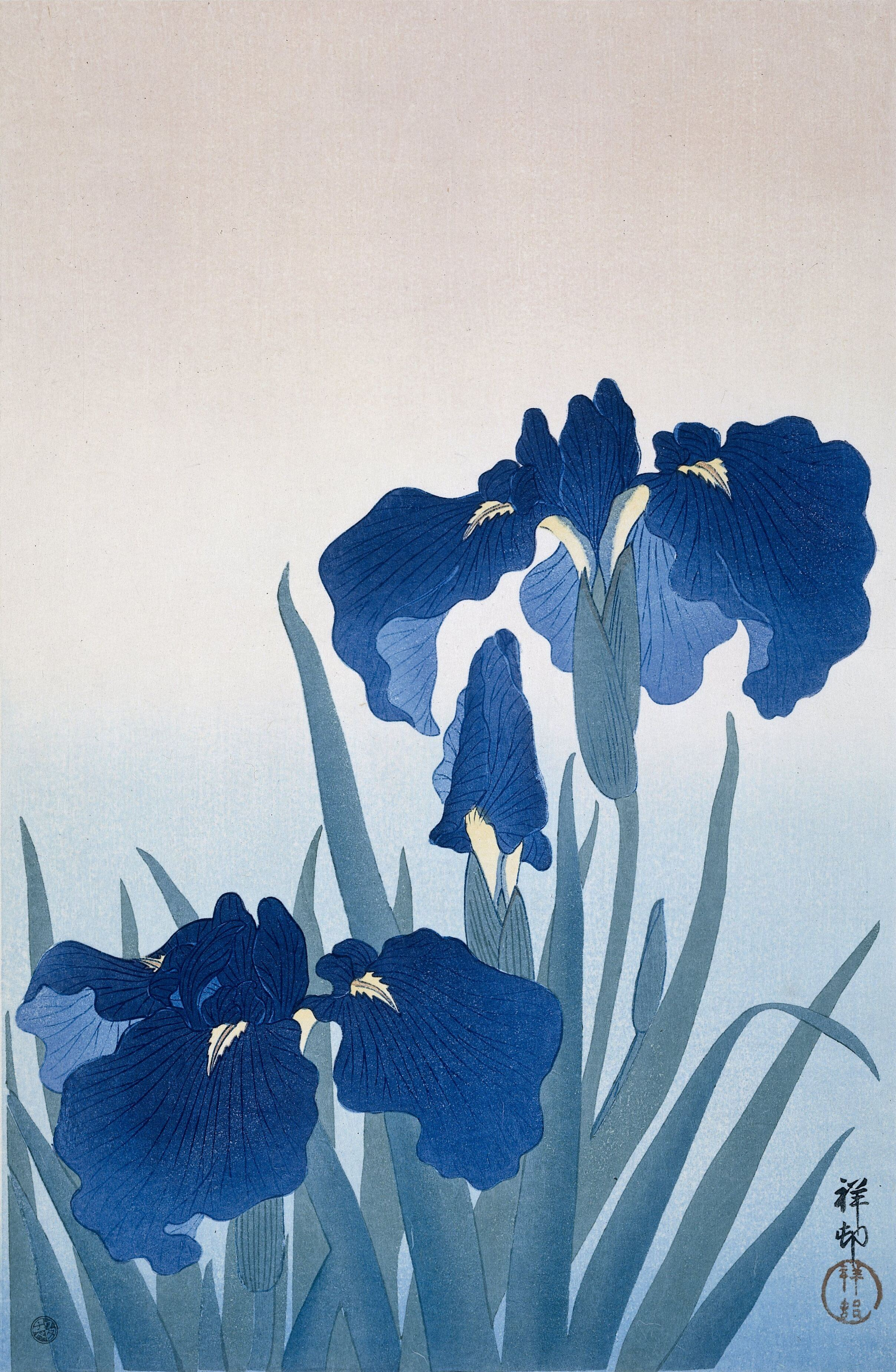

## Énlaces externos
- Esta obra contiene una traducción  derivada de «Ohara Koson» de Wikipedia en inglés, publicada por sus editores bajo la Licencia de documentación libre de GNU y la Licencia Creative Commons Atribución-CompartirIgual 4.0 Internacional.
- Wikimedia Commons alberga una categoría multimedia sobre Koson Ohara.

- Datos: Q2585236
- Multimedia: Ohara Koson / Q2585236